# Abbas II của Ai Cập
Abbas II (còn được gọi là Abbās Ḥilmī Pasha, tiếng Ả Rập: عباس حلمي باشا), ông là Khedive (Phó vương) cuối cùng đại diện cho Đế quốc Ottoman cai trị Ai Cập và Sudan. Thời gian ông tại vị từ ngày 8/1/1892 đến ngày 19/12/1914. Abbas II là người dân tộc chủ nghĩa, rất ghét người Anh, vì thế mà năm 1914, sau khi Đế quốc Ottoman tham gia nhóm các cường quốc thuộc Liên minh Trung tâm trong Chiến tranh Thế giới thứ nhất, người Anh đã loại bỏ ông và đưa chú của ông là Hussein Kamel lên thay và tuyên bố lập ra Vương quốc Ai Cập, đánh dấu sự kết thúc của kỷ nguyên 4 thế kỷ Ai Cập với tư cách là một tỉnh của Đế quốc Ottoman, kể từ năm 1517.

## Cuộc sống đầu đời
Abbas II (tên đầy đủ: Abbas Hilmy), là chắt của Muhammad Ali, sinh ra ở Alexandria, Ai Cập vào ngày 14 tháng 7 năm 1874. Năm 1887, ông cùng với em trai Mohammed Ali Tewfik làm lễ cắt bao quy đầu, và lễ hội kéo dài trong ba tuần. Khi còn là một cậu bé, ông đã đến thăm Vương quốc Anh và có một số gia sư người Anh ở Cairo, bao gồm cả một nữ gia sư đã dạy ông tiếng Anh. Cha của ông đã thành lập một trường học nhỏ gần Cung điện Abdin ở Cairo, nơi các thầy giáo giỏi đến từ châu Âu, Ả Rập và Đế quốc Ottoman đã dạy học cho ông và em trai ông là Mohammed Ali Tewfik. Một sĩ quan Hoa Kỳ trong quân đội Ai Cập đã phụ trách khóa huấn luyện quân sự cho ông.
Abbas theo học tại trường ở Lausanne, Thụy Sĩ; sau đó ở tuổi 13, ông được gửi đến Trường Haxius ở Geneva để chuẩn bị cho việc nhập học tại Trường Theresianum ở Vienna, thuộc Đế quốc Áo-Hung. Ngoài tiếng Ả Rập và tiếng Thổ Nhĩ Kỳ, ông còn có thể giao tiếp tốt bằng tiếng Anh, tiếng Pháp và tiếng Đức.

## Cai trị Ai Cập

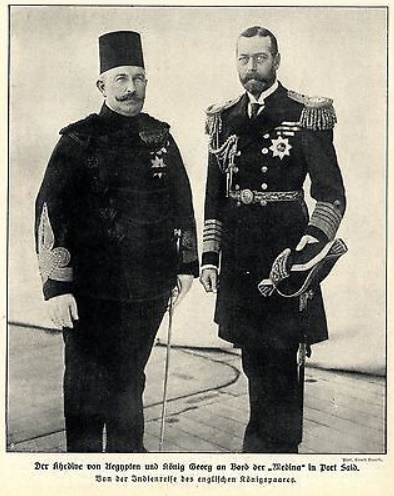
Abbas II và Vua George V của Anh, 1911

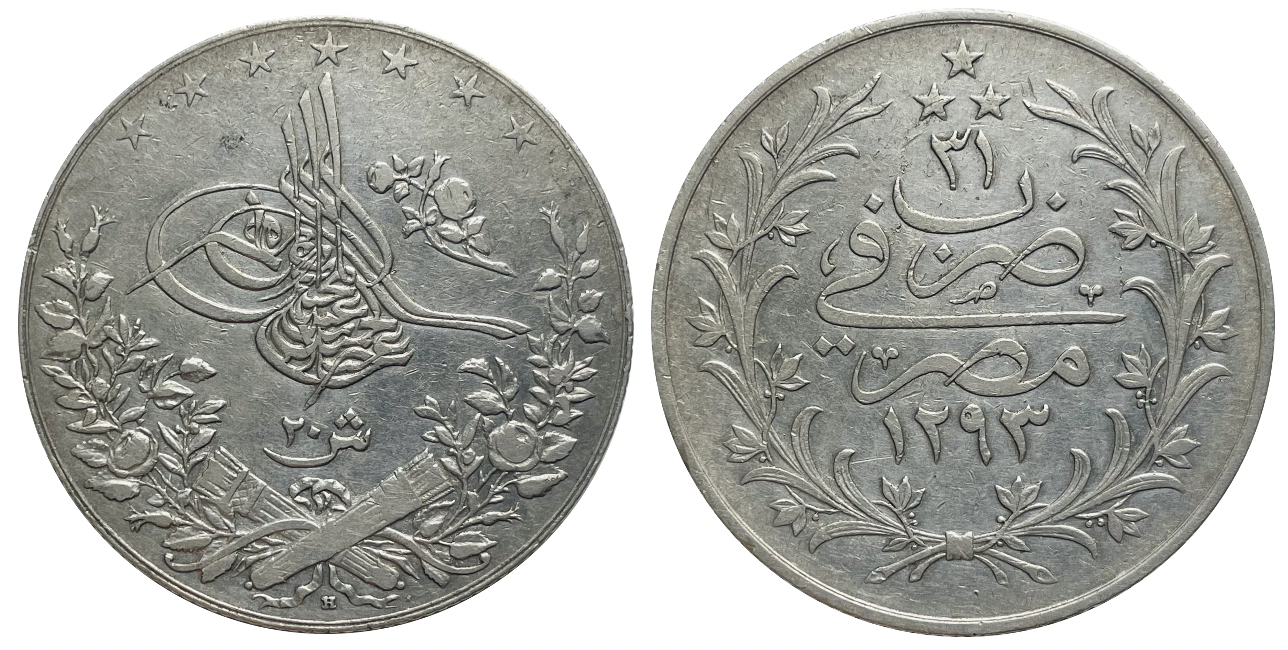
Xu bạc:20 qirsh được đúc dưới thời trị vì của Phó vương Abbas II với mặt trước xu là biểu tượng của Abdul Hamid II, Hoàng đế của Đế quốc Ottoman - 1905

Abbas II kế vị ngai vàng từ cha mình là Tewfik Pasha, trở thành Phó vương (Khedive) của Ai Cập và Sudan vào ngày 08/01/1892. Khi đó ông vẫn còn đang học Đại học tại Vienna, vì cái chết đột ngột của cha mình nên ông phải tiếp nhận ngai vàng trong khi vẫn chưa đủ tuổi theo luật pháp Ai Cập; thường phải từ 18 tuổi trở lên trong các trường hợp kế vị ngai vàng . Trong một thời gian dài, ông đã không hợp tác thân mật với người Anh, quân đội của họ đã chiếm đống Ai Cập vào năm 1882. Khi còn trẻ và mong muốn thực hiện quyền lực của một vị tân vương, ông đã thể hiện sự phẫn nộ với những can thiệp của Đặc vụ và Tổng lãnh sự Anh tại Cairo, Ngài Evelyn Baring, sau này được phong làm Bá tước của Cromer. Vào đầu thời kỳ trị vì của mình, Phó vương Abbas II đã bổ nhiệm một đội ngũ cố vấn là người châu Âu, họ đều là những người phản đối sự chiếm đóng của Đế quốc Anh ở Ai Cập và Sudan, đồng thời khuyến khích phó vương Abbas thách thức Cromer bằng cách bổ nhiệm một người theo chủ nghĩa dân tộc Ai Cập lên làm thủ tướng. Theo lệnh của Cromer, ngoại trưởng Anh lúc đó là Archibald Primrose, Bá tước thứ 5 của Rosebery, đã gửi cho Abbas II một bức thư nói rằng: phó vương có nghĩa vụ phải hỏi ý kiến lãnh sự Anh về các vấn đề như bổ nhiệm nội các. Tháng 01/1894, Abbas II đã thực hiện một chuyến thị sát quân đội biên phòng Sudan và Ai Cập, đóng quân gần biên giới phía Nam, quân Mahdists vào thời điểm đó vẫn đang kiểm soát Sudan. Tại Wadi Halfa, Phó vương đã đưa ra những lời nhận xét công khai miệt thị các đơn vị quân đội Ai Cập do các sĩ quan người Anh chỉ huy. Chỉ huy quân đội Ai Cập của Anh là Herbert Kitchener, Bá tước thứ nhất của Kitchener ngay lập tức doạ từ chức. Kitchener tiếp tục nhấn mạnh về việc sa thải bộ trưởng chiến tranh là một người theo chủ nghĩa dân tộc được Abbas II bổ nhiệm và phải đưa ra lời xin lỗi vì những lời chỉ trích của phó vương đối với quân đội và các sĩ quan người Anh.
Đến năm 1899, Phó vương Abbas II bắt đầu chấp nhận những lời khuyên của người Anh. Cũng trong năm 1899, nhà ngoại giao người Anh là Alfred Mitchell-Innes được bổ nhiệm làm Bộ trưởng Tài chính của Ai Cập, và vào năm 1900, Abbas II đã có chuyến thăm thứ 2 đến Vương quốc Anh, trong chuyến thăm này ông đã nói rằng: người Anh đã làm việc rất tốt tại Ai Cập, và ông nhấn mạnh sẽ sẵn sàng hợp tác với các quan chức người Anh quản lý Ai Cập và Sudan. Ông đã chính thức chấp thuận việc thiết lập một hệ thống pháp lý cho người dân Ai Cập, giảm thuế đáng kể, tăng cường giáo dục, khánh thành các công trình thủy lợi quan trọng như Đập Hạ Aswan và Đập Assiut, ngoài ra ông còn khởi động tái chinh phục Sudan. Ông dành sự quan tâm của mình cho ngành nông nghiệp hơn là thủ công mỹ nghệ. Trang trại chăn nuôi gia súc và ngựa của ông tại Qubbah, gần Cairo đã trở thành hình mẫu cho nông nghiệp Ai Cập, ngoài ra ông cũng tạo ra một cơ sở tương tự tại Muntazah, ngay phía đông trung tâm thành phố Alexandria.
Ông kết hôn với Ikbal Hanem, vốm là một nô lệ có nguồn gốc từ Người Circassia, họ có với nhau một số người con, trong đó cậu con trai Muhammad Abdul Moneim sinh ngày 20/02/1899, trở thành người thừa kế.